# Breitenstein (Bayerische Voralpen)
Der Breitenstein ist ein 1622 m ü. NHN hoher Berg im Ostteil der Bayerischen Voralpen, im deutschen Bundesland Bayern. Der Berg ist zweigipflig mit dem höheren östlich gelegenen Hauptgipfel (1622 m) und dem westlich gelegenen Nebengipfel Bockstein (1575 m).

## Lage
Als nordwestlichster Gipfel der Wendelsteingruppe befindet er sich an exponierter Stelle, steht jedoch im Schatten des höheren Wendelsteins (1838 m). Nach Norden hin bricht er mit steilen Felswänden ab, die größtenteils bewaldete Südseite neigt sich etwas sanfter hinab ins Leitzachtal. Südöstlich setzt sich der Bergrücken über den Schweinsberg und das Türkenköpfl hinüber zum Wendelstein fort; in nördlicher Richtung schließen sich kleinere Erhebungen an, die zum Schwarzenberg führen, wo das Gelände in das Oberland hinab abfällt. Auf der Nordostseite beginnt das Jenbachtal, das nach Bad Feilnbach hinabführt. Die Westseite ist durch ausgedehnte Almweiden gekennzeichnet, ebenso der Bereich zwischen den beiden Gipfeln, wo sich auch ein kleiner See befindet sowie die im Sommerhalbjahr bewirtschaftete Hubertushütte. Eine geologische Besonderheit des Berges ist das sogenannte Breitensteiner Fensterl, ein natürliches Felsentor auf der Westseite des Berges.

## Geotop
Das Felstor Breitensteiner Fenster ist vom Bayerischen Landesamt für Umwelt als bedeutendes Geotop (Geotop-Nummer: 182R005) und Naturdenkmal ausgewiesen.

## Stützpunkte und Routen

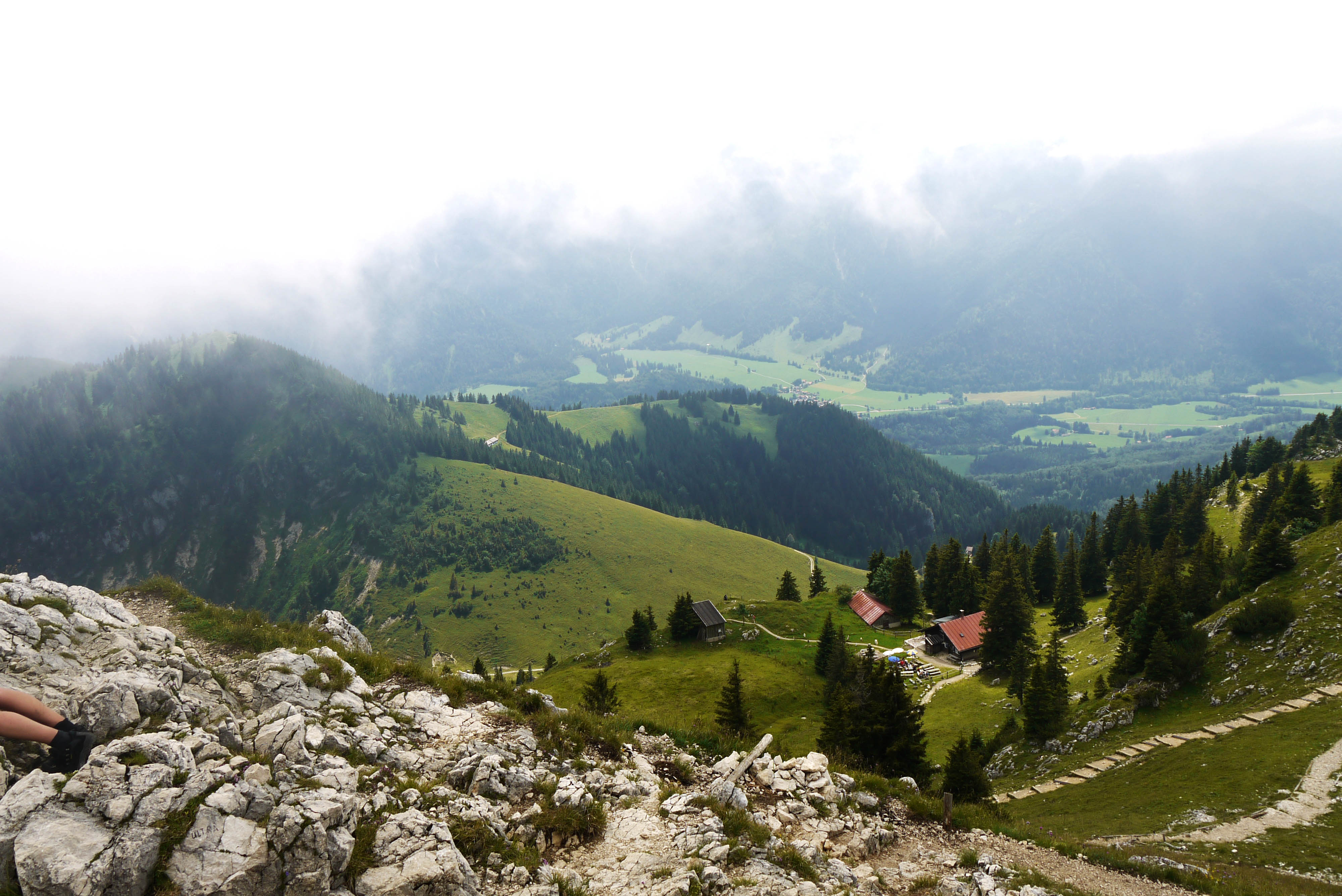
Hubertushütte, gelegen auf einem kleinen Plateau unterhalb des Hauptgipfels

Auf den Breitenstein führen mehrere Wege, die als einfache Bergwanderung begehbar sind (beste Zeit von Mai bis November, in der übrigen Zeit kann teils viel Schnee liegen und Lawinengefahr herrschen). Von Birkenstein nahe Fischbachau verläuft der Normalweg über die Kesselalm (1278 m) und die Hubertushütte (1535 m) in rund zwei Stunden zum Gipfelkreuz, ein weiterer Steig führt über die Bucheralm und den 1575 m hohen Westgipfel (Bockstein genannt, mit Gipfelkreuz) ebenfalls in zwei Stunden auf den Breitenstein. Ein deutlicher längerer Anstieg führt von Bad Feilnbach durch das Jenbachtal vorbei an der Wirtsalm via Hubertushütte auf den Gipfel (Zeitbedarf rund viereinhalb Stunden). Auch ein Übergang vom Breitenstein am Schweinsberg südwestlich vorbei hinüber zum Wendelstein ist möglich. Unterhalb des südöstlich vom Breitenstein liegenden Schweinsberg-Gipfels liegt die Aiblinger Hütte, eine Selbstversorgerhütte der Sektion Bad Aibling des Deutschen Alpenvereins.

## Winterbergsteigen
Im Winter sind zahlreiche Skitourengeher und Schneeschuhwanderer vom Gasthaus Winklstüberl aus über die Bucheralm zum Gipfel unterwegs. Südlich vorgelagert erhebt sich der etwas unscheinbare Schweinsberg (1518 m), auf dem es deutlich ruhiger zugeht, die Aussicht aber auch lohnend ist. Auf dem Normalweg von der Kesselalm sind dagegen vor allem Rodler anzutreffen, da die Kesselalm bei gutem Wetter auch im Winter offen hat und die Forststraße als Rodelbahn genutzt werden kann.

## Fotos

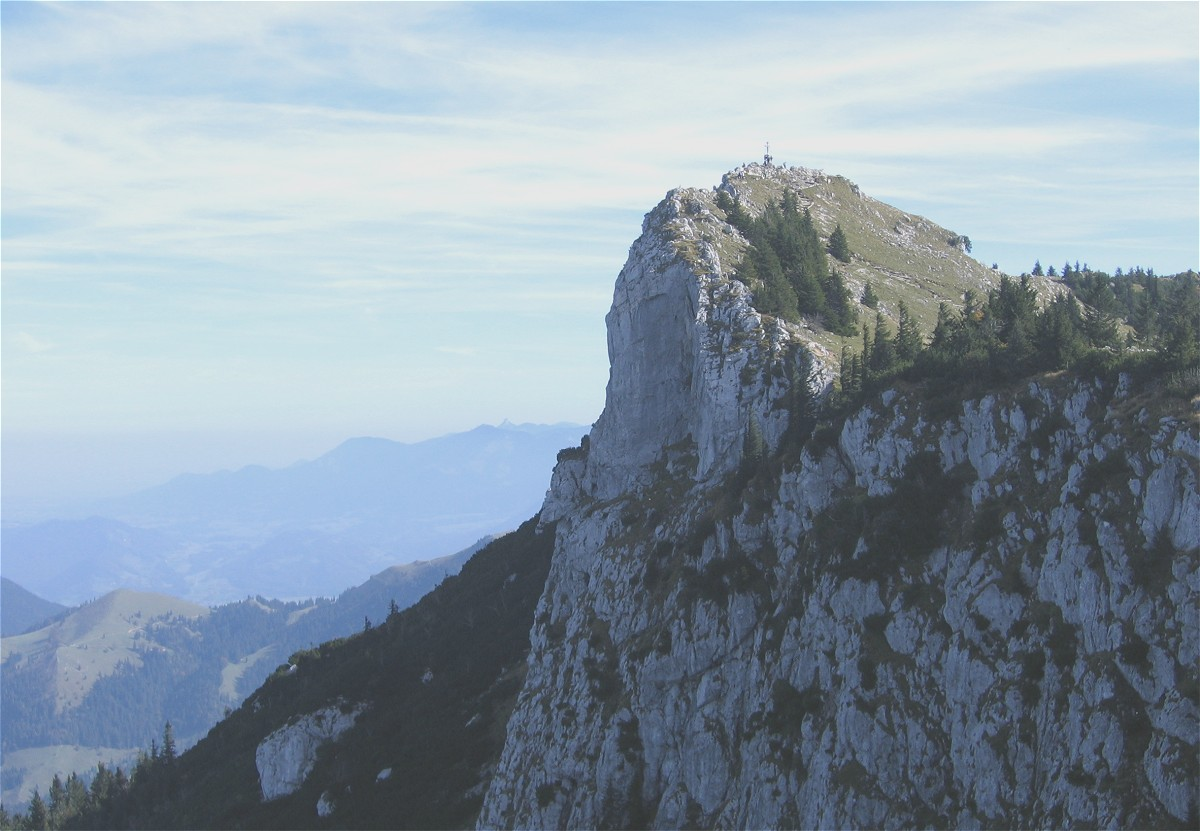
Ostgipfel (Hauptgipfel)
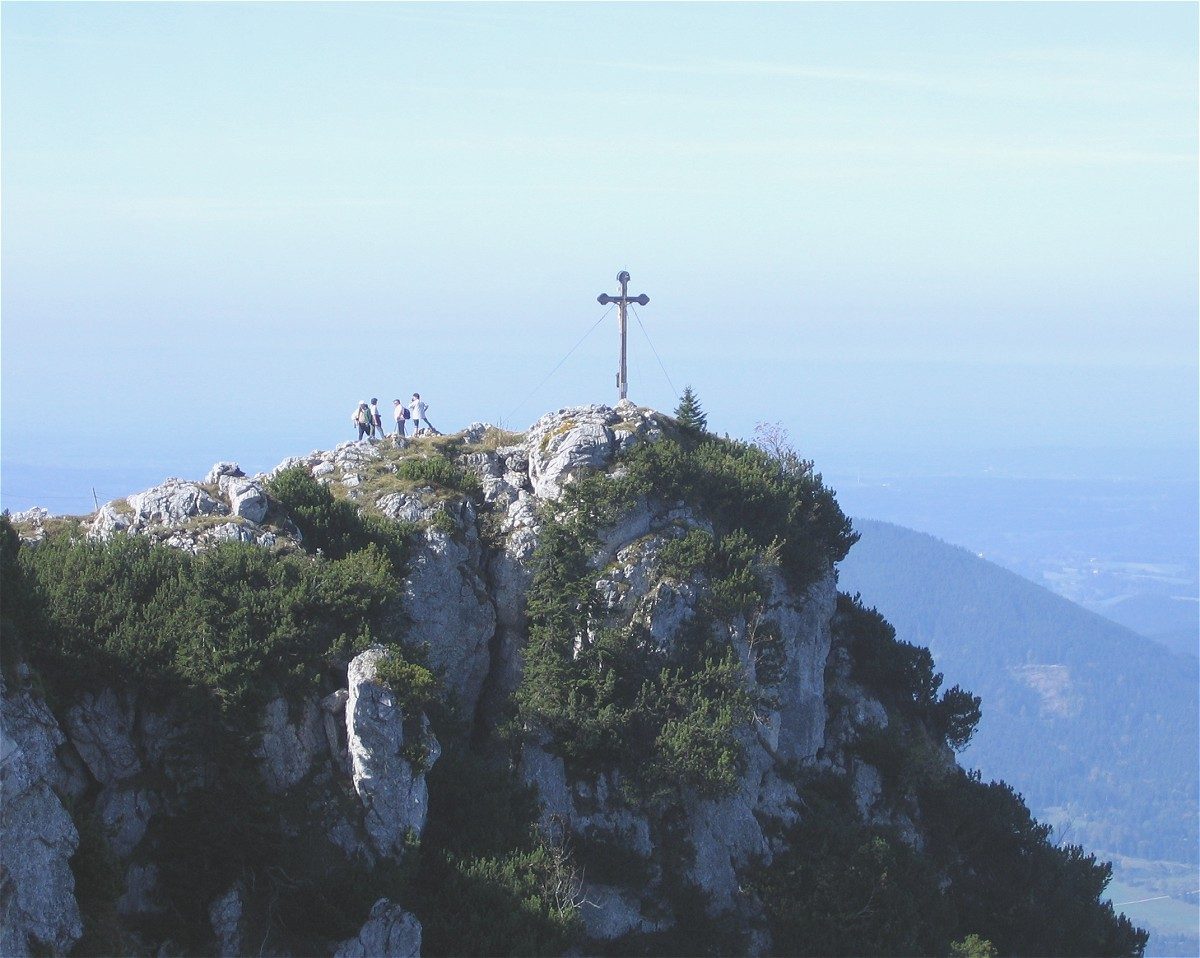
Westgipfel (Bockstein)
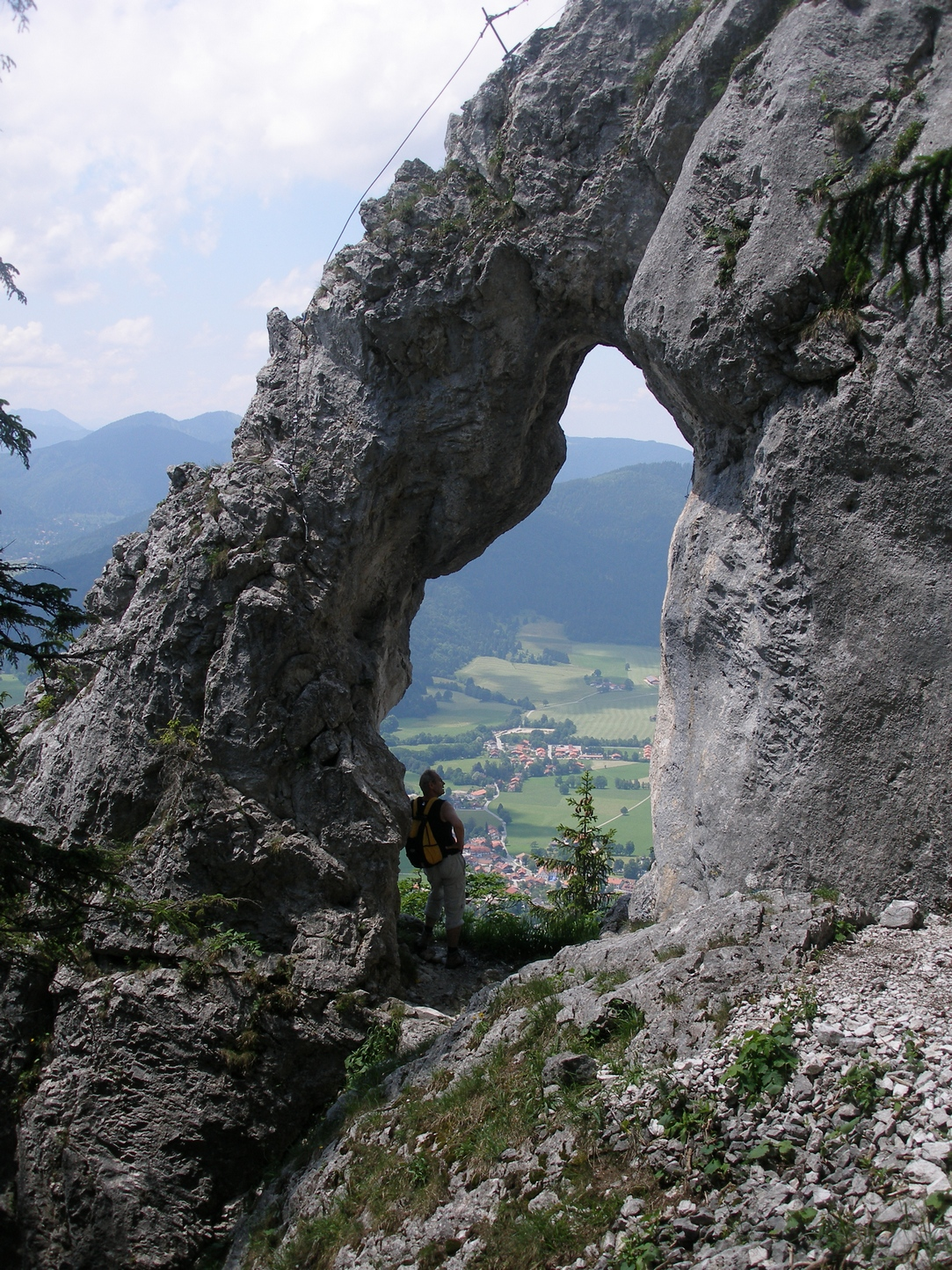
Das Breitensteiner Fensterl
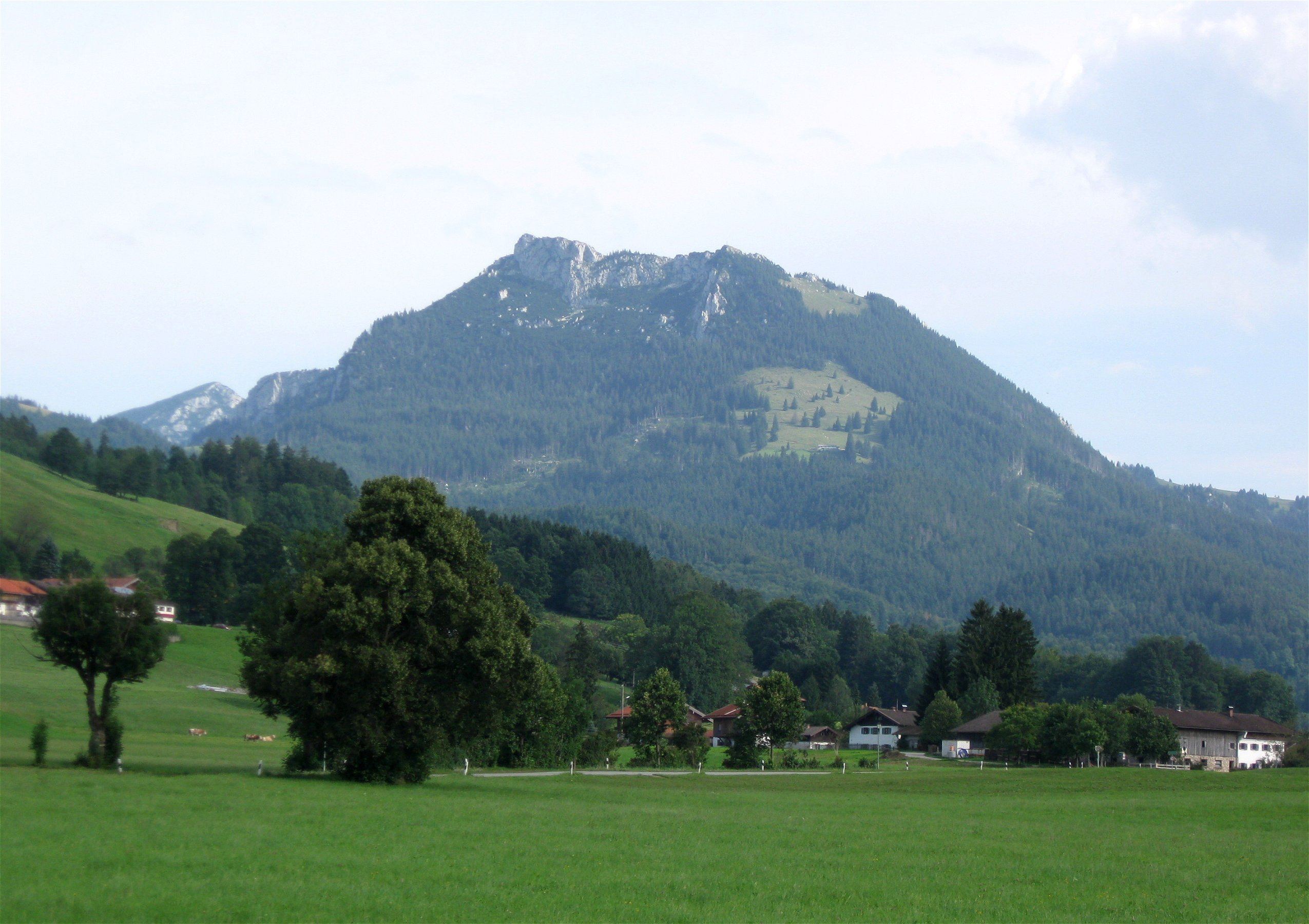
Breitenstein von Westen
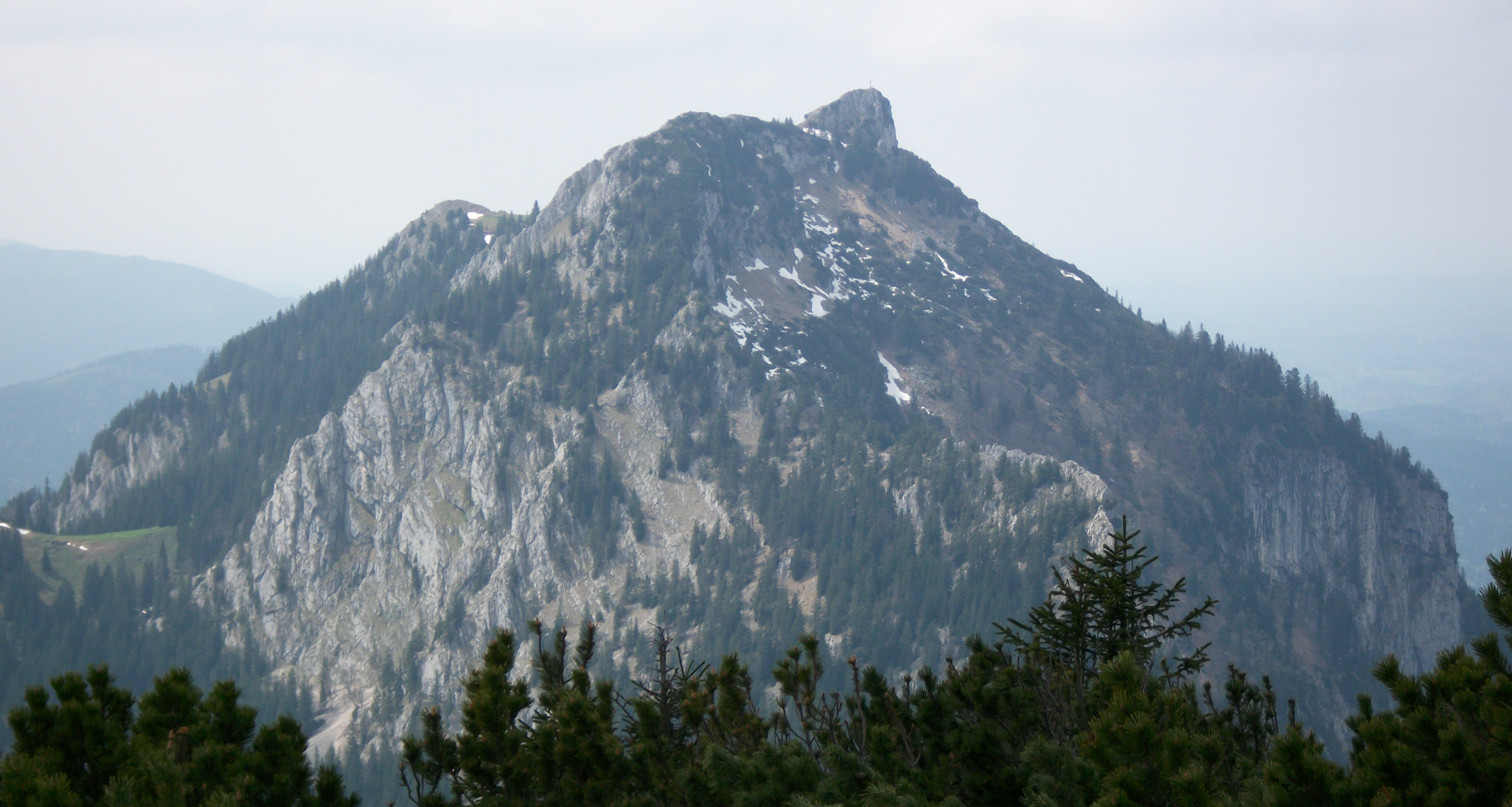
Breitenstein von Osten